# Sphagnum tosaense
Sphagnum tosaense är en bladmossart som beskrevs av Warnstorf 1908. Sphagnum tosaense ingår i släktet vitmossor, och familjen Sphagnaceae. Inga underarter finns listade i Catalogue of Life.